# Vestito Mondrian

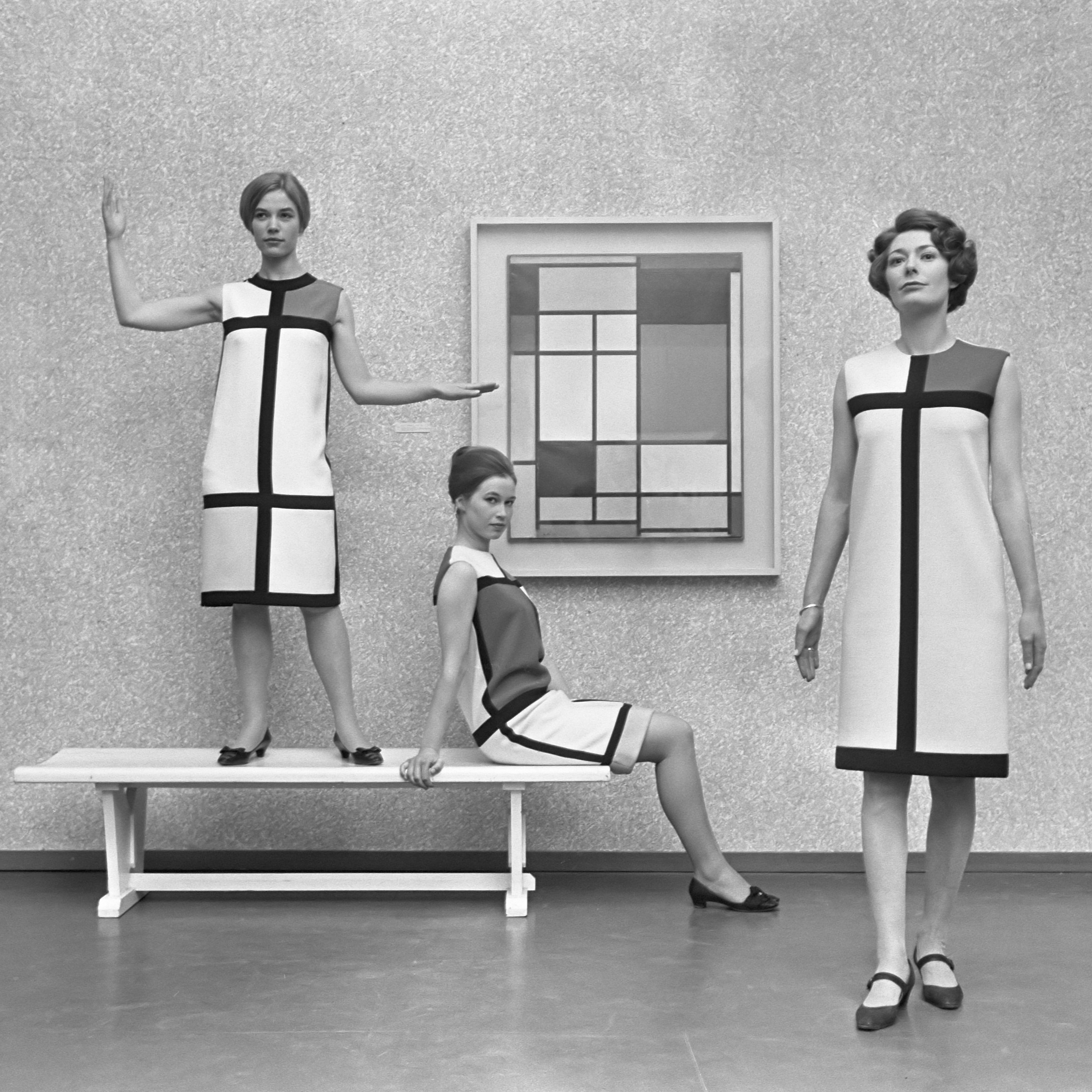
Modelle che indossano dei vestiti Mondrian (1966)

Il vestito Mondrian è un abito da cocktail disegnato dallo stilista francese Yves Saint Laurent nel 1965 e ispirato all'arte di Piet Mondrian.

## Storia
I vestiti Mondrian hanno qualche antecedente. Secondo quanto scritto da un giornalista di New York, gli abiti lanciati da Saint Laurent somigliano a quelli lanciati nella prima metà degli anni sessanta dalla francese Michèle Rosier. Similmente, il New York Times ha asserito che, nel 1963, il designer John Kloss aveva creato degli abiti che hanno certe affinità con quelli creati poco più tardi da Saint Laurent.
 

Riferendosi a Mondrian, artista che ispirò i pezzi della sua collezione, Saint Laurent ha dichiarato:
Oggi i vestiti Mondrian sono esposti in musei quali il Rijksmuseum di Amsterdam, il Victoria and Albert Museum di Londra e il Metropolitan Museum of Art di New York.

## Descrizione

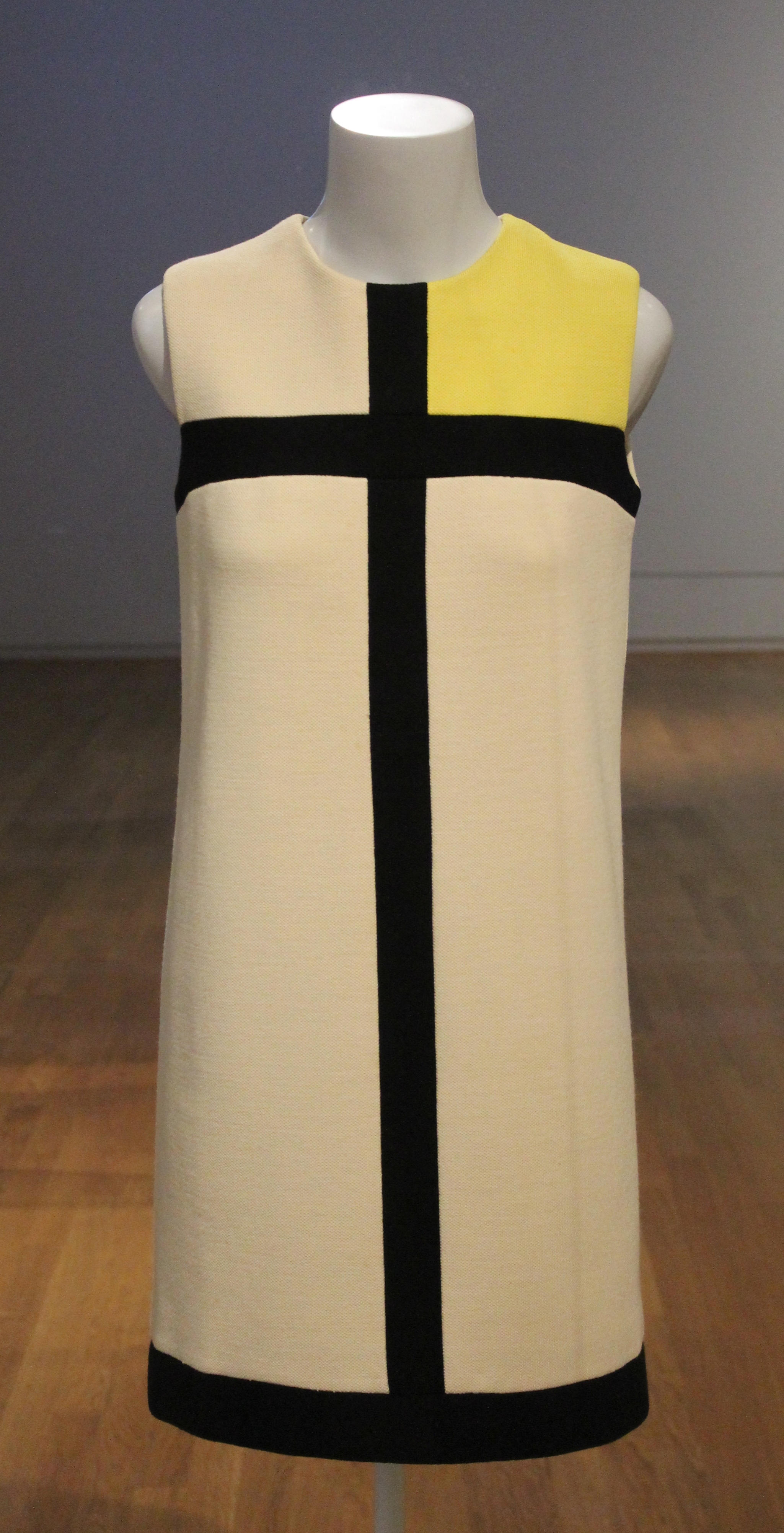
Il vestito Mondrian conservato presso il Rijksmuseum di Amsterdam

Il vestito Mondrian è un tubino corto a trapezio in lana e jersey sopra il quale è raffigurata una decorazione minimale ispirata alle tele di Piet Mondrian, Serge Poliakoff e Kazimir Malevich. Esistono sei versioni dell'abito, ciascuna delle quali riproduce un particolare motivo decorativo che richiama le opere di Mondrian. Invece di essere stampati, i vestiti Mondrian sono composti da diversi tessuti monocromatici e realizzati dando l'impressione di non avere delle cuciture. Per far risaltare i motivi decorativi, si è fatto in modo che i vestiti cadessero dritti, senza drappeggi. Nonostante la loro relativa semplicità, i vestiti Mondrian sono stati realizzati in seguito a un lungo e minuzioso lavoro, motivo che spiega il perché del loro elevato costo. I vestiti Mondrian venivano combinati con scarpette con décolleté nera e fibbia metallica prodotte da Roger Vivier.

## Accoglienza
I vestiti Mondrian di Saint Laurent hanno avuto molto successo e sono stati accolti positivamente tra gli specialisti. Le fotografie dei vestiti sono state pubblicate in molte riviste di costume tra cui Vogue. I vestiti Mondrian sono considerati tra i pezzi più rappresentativi dello stilista francese per il loro modo di far coesistere arte e moda e per aver catturato lo zeitgeist dell'epoca. Gli abiti sono stati ritenuti capaci di offrire una nuova prospettiva all'alta moda, ovvero consistere in total look facili da indossare. La notorietà dei vestiti ha spinto altri produttori a vendere capi identici a prezzi inferiori; le copie si sono così diffuse che lo stesso Laurent ha asserito disincantato di essere giunto a "odiare Mondrian".